# Shane Claiborne

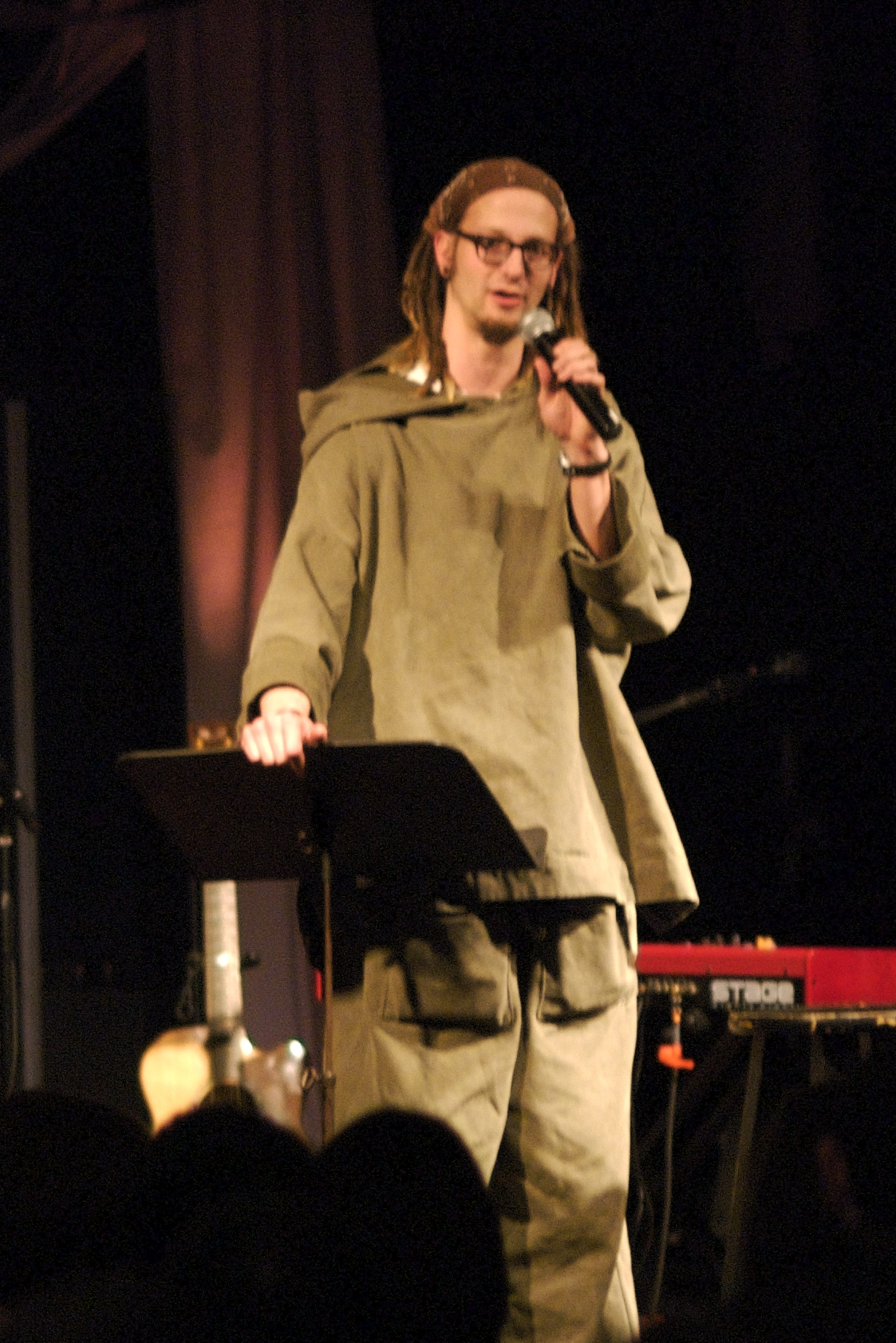
Shane Claiborne v roce 2007

Shane Claiborne (11. července 1975) je známý americký kazatel, aktivista, řečník a spisovatel. Je jedním ze zakládajících členů Novomnišské komunity Potter Street Community (dříve The Simple Way - Prostá cesta) ve Filadelfii. Tato organizace byla představena v Christianity Today. Claiborne je také významným aktivistou za nenásilí a pro službu chudým.

## Biografie
Claiborne vyrůstal v Tennessee. Je absolventem Pensylvánské Eastern University, kde studoval sociologii a službu pro mládež. Na své závěrečné práci pro Eastern University pracoval ve Wheaton College v Illinois. Během studia na Wheaton College, byl Claiborne na stáži ve sboru ve Willow Creek, který stojí na předměstí Chicaga. Určitou dobu také pracoval pro Princetonský teologický seminář a nyní je součástí alternativního semináře ve Filadelfii.
Claibornův zájem o službu chudým je často přirovnáván k Matce Tereze, s níž pracoval během svého 10 týdenního pobytu v Kalkatě. Strávil tři týdny v Bagdádu s Iráckými mírovými jednotkami.